# Pride (Dokumentarserie)
Pride ist eine US-amerikanische Dokumentarserie aus dem Jahr 2021, welche die Entwicklung der LGBT-Rechte in den USA über sechs Jahrzehnte hinweg aufgreift. Die Premiere der Dokumentarserie fand am 14. Mai 2021 auf dem US-Kabelsender FX statt. Im deutschsprachigen Raum erfolgte die Erstveröffentlichung am 25. Juni 2021 durch Disney+ via Star als Original.

## Handlung
In dieser sechsteiligen Dokumentarserie zeigt „Pride“ den Kampf für LGBTQ+-Bürgerrechte in Amerika über sechs Jahrzehnte hinweg, beginnend in den 1950er Jahren. Dabei spannt die Dokumentarserie einen Bogen von der FBI-Überwachung Homosexueller während des „Lavender Scare“ in den 1950er Jahren bis zu den „Culture Wars“ der 1990er Jahre und darüber hinaus. Auch wird das quere Erbe der Bürgerrechtsbewegung und der Kampf um die Gleichstellung der Ehe erforscht.

## Produktion
Im August 2019 kündigte FX eine Dokumentarserie über die LGBT-Rechte in den USA an, die von Killer Television, Vice Studios und Refinery29 produziert werden sollte. Im März 2021 wurde bekannt gegeben, dass Tom Kalin, Andrew Ahn, Cheryl Dunye, Anthony Caronna, Alex Smith, Yance Ford und Ro Haber in der Dokumentarserie als Regisseure fungieren, daneben wurde Refinery29 nicht mehr als Produktionsunternehmen aufgeführt.

## Episodenliste
| Nr. | Deutscher Titel                             | Originaltitel                   | Erstveröffentlichung (USA) | Deutschsprachige Erstveröffentlichung (D/A/CH) | Regie                        |
| --- | ------------------------------------------- | ------------------------------- | -------------------------- | ---------------------------------------------- | ---------------------------- |
| 1 | 1950er-Jahre: Die Leute feierten Partys     | 1950s: People Had Parties       | 14. Mai 2021               | 25. Juni 2021                                  | Tom Kalin                    |
| Ein aufschlussreicher Blick auf die faszinierenden Leben von queeren Menschen in den 1950er-Jahren, in denen die staatlichen Bestimmungen gegen die LGBTQ+-Gemeinschaft einen starken Anstieg erfuhren, unter der Führung von Senator Joseph McCarthy, der eine Ära von behördlich sanktionierter Verfolgung einläutete. |                                             |                                 |                            |                                                |                              |
| 2 | 1960er-Jahre: Unruhen und Revolutionen      | 1960s: Riots & Revolutions      | 14. Mai 2021               | 25. Juni 2021                                  | Andrew Ahn                   |
| Noch vor den Stonewall-Unruhen etablierte sich die Pride-Bewegung in den 1960er-Jahren, als weniger bekannte Persönlichkeiten aus Randgruppen, darunter queere Schwarze Frauen und Transfrauen, eine zentrale Rolle im Aufstieg der Bewegung spielten. Durch Aktivismus und mit Protestaktionen unterschiedlicher Größenordnung kämpfte die LGBTQ+-Gemeinschaft für Rechte, Akzeptanz und Gleichstellung.                                    |                                             |                                 |                            |                                                |                              |
| 3 | 1970er-Jahre: Die Vorreiter des Widerstands | 1970s: The Vanguard of Struggle | 14. Mai 2021               | 25. Juni 2021                                  | Cheryl Dunye                 |
| Cheryl Dunye verbindet bei dieser persönlichen Reise Archivmaterial mit Zeitzeugenberichten und Interviews und dokumentiert, wie in den 1970er-Jahren eine nationale Bewegung entstand, vom ersten Gay-Pride-Marsch über den Aufstieg von Künstlern wie Filmemacherin Barbara Hammer und Dichterin Audre Lorde, bis hin zur Konfrontation des intersektionalen Feminismus sowie der Gegenreaktion und dem Widerstand der religiösen Rechten. |                                             |                                 |                            |                                                |                              |
| 4 | 1980er-Jahre: Untergrund                    | 1980s: Underground              | 21. Mai 2021               | 25. Juni 2021                                  | Anthony Caronna & Alex Smith |
| In den 1980er-Jahren erlebte New York, neu belebt durch die sexuelle Revolution der vergangenen Ära und den Aufstieg der Gay Liberation Front, einen Zustrom von queeren Menschen nach Downtown Manhattan und das Aufkommen der Untergrundbälle. Gleichzeitig erschütterte die AIDS-Epidemie die Gay-Gemeinschaft, während Ronald Reagan und seine Moral Majority sich weigerten, einzugreifen.                                              |                                             |                                 |                            |                                                |                              |
| 5 | 1990er-Jahre: Kulturkampf                   | 1990s: The Culture Wars         | 21. Mai 2021               | 25. Juni 2021                                  | Yance Ford                   |
| Die 1990er-Jahre sollten eine neue Ära für die LGBTQ+-Gemeinschaft einläuten. Mit der Wahl von Bill Clinton gab es endlich einen Verbündeten im Weißen Haus – dachte man zumindest. Der Kulturkampf wurde überall ausgefochten: auf dem Capitol Hill ebenso wie in Kinos oder Kirchen. Er veranlasste LGBTQ+-Personen zur Gründung von Organisationen, die bis zum heutigen Tag für Gleichstellung kämpfen                                   |                                             |                                 |                            |                                                |                              |
| 6 | 2000er-Jahre: Y2gay                         | 2000s: Y2Gay                    | 21. Mai 2021               | 25. Juni 2021                                  | Ro Haber                     |
| Die 2000er-Jahre läuteten eine neue Ära queerer Sichtbarkeit ein, in der Schwule und Lesben Akzeptanz in den Mainstream-Medien erreichten. Doch während weiße Cisgender-Mitglieder der LGBTQ+-Gemeinschaft einen Platz in der Gesellschaft fanden, geht der Kampf für Transrechte weiter. Ein Kampf der erst heute ins Zentrum der Aufmerksamkeit gerückt ist.                                                                               |                                             |                                 |                            |                                                |                              |